# Erwin Heinz Ackerknecht

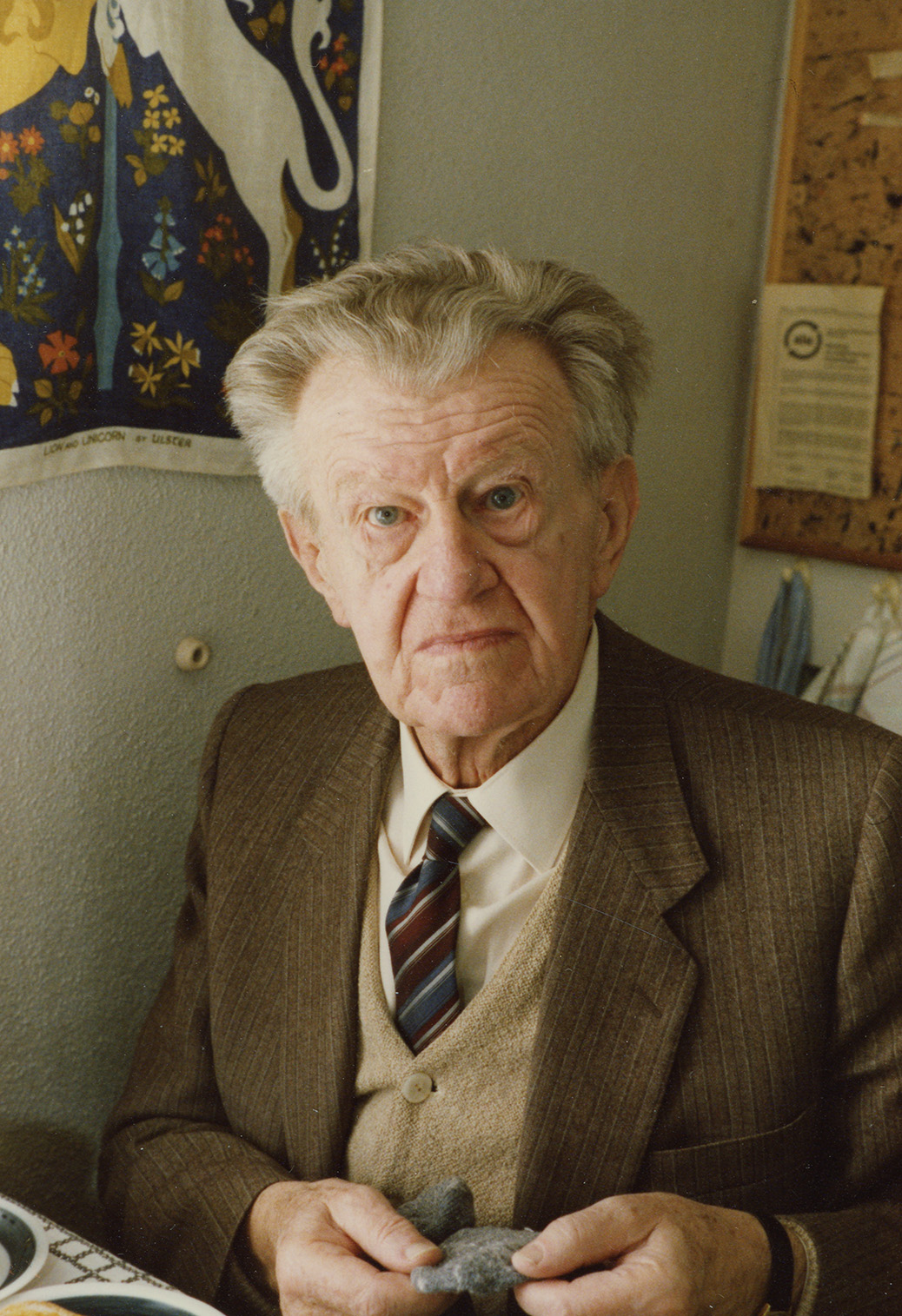
Erwin H. Ackerknecht, 1987

Erwin Heinz Ackerknecht (* 1. Juni 1906 in Stettin; † 18. November 1988 in Zürich), Pseudonym Eugen Bauer, war ein deutschamerikanischer Arzt, Ethnologe und Medizinhistoriker. In den 1930er Jahren war er einer der Führer der deutschen Trotzkisten gewesen. Als international bekannter und führender Medizinhistoriker betrachtete er die Medizingeschichte im sozio-kulturellen und ethnologischen Kontext. Ackerknecht, dem von den Nationalsozialisten die deutsche Staatsbürgerschaft aberkannt worden war, wurde 1948 Bürger der Vereinigten Staaten von Amerika.

## Leben
Erwin H. Ackerknecht, Sohn des Literaturhistorikers und Bibliothekars Erwin Ackerknecht (1880–1960, aus Baiersbronn) und dessen Frau Clara Ackerknecht, geborene Pfitzer (1879–1958, aus Stuttgart), sowie Neffe des Veterinäranatomen Eberhard Ackerknecht, studierte ab 1924 Medizin in Freiburg, Kiel, Berlin, Wien und Leipzig. Während seiner Zeit in Berlin wurde er 1926 Mitglied des Kommunistischen Jugendverbands und gehörte auch der Kommunistischen Studentenfraktion (KoStuFra) an. 1929 legte er das Staatsexamen ab und beendete 1931 sein Studium mit einer Dissertation beim Medizinhistoriker Henry E. Sigerist über die deutsche Medizinalreform von 1848 in Leipzig. Dort war er der KPD beigetreten und gründete 1928 (mit Roman Well und Otto Schüssler) die Gruppe „Bolschewistische Einheit“. 1929 wurde er Mitglied des Leninbundes, 1930 Mitbegründer der Vereinigten Linken Opposition der KPD (später: Linke Opposition der KPD (Bolschewiki-Leninisten)). Von Trotzkis Sohn Lew Sedow nach Berlin gerufen, war Ackerknecht, der 1932/33 als Assistenzarzt für Neurologie und Psychiatrie arbeitete, Mitglied der Reichsleitung der Linken Opposition und des Internationalen Sekretariats (IS) der Internationalen Linke Opposition (ILO).

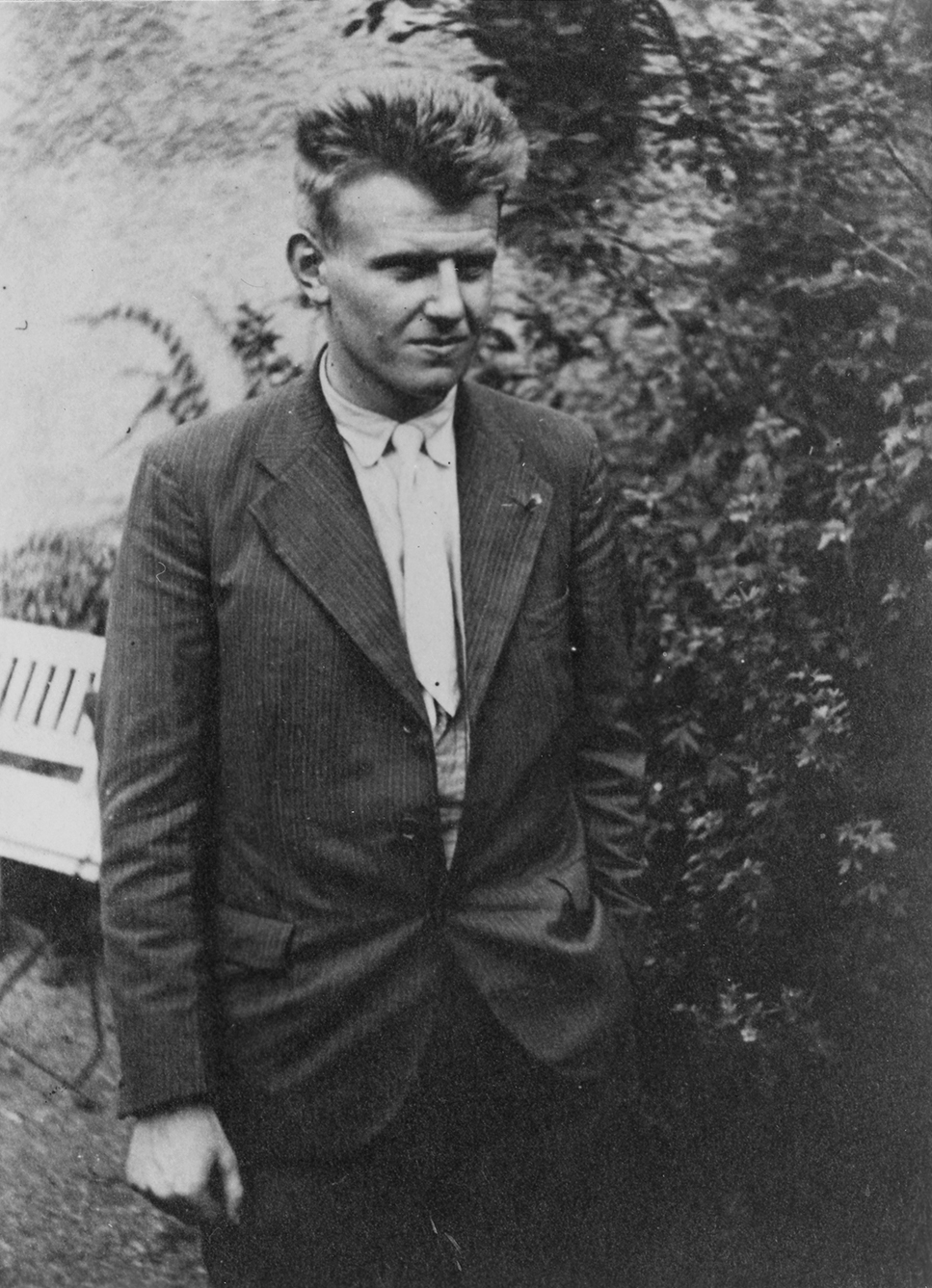
Erwin H. Ackerknecht, 1931

Nach der nationalsozialistischen Machtergreifung zunächst in der Illegalität aktiv, verließ er Anfang Juni 1933 auf Beschluss des IS Deutschland; er ging in die Tschechoslowakei, besuchte Trotzki auf Prinkipo und ließ sich dann in Paris nieder, wo er als Übersetzer medizinischer Literatur lebte.
Ackerknecht leitete das Auslandskomitee der Internationalen Kommunisten Deutschlands (IKD) und war Redakteur von Unser Wort; u. a. war er für die Kontakte zur Sozialistischen Arbeiterpartei Deutschlands (SAPD) (vor allem zu Jacob Walcher) zuständig. Die Orientierung auf den Aufbau neuer kommunistischer Parteien lehnte er anfangs ab; ebenso widersetzte er sich der von Trotzki vorgeschlagenen Aufnahme von Ruth Fischer und Arkadi Maslow in die IKD. Im Herbst 1934 kam es über die unter den Anhängern Trotzkis umstrittene „französische Wende“, den Eintritt der Ligue communiste in die (französische sozialdemokratische) SFIO, zum Bruch. Ackerknecht verließ die IKD; im März 1935 wurde er Mitglied der SAPD, in der er später (zusammen mit Walter Fabian und Peter Blachstein) eine linke Oppositionsströmung bildete, die sich der Beteiligung der SAPD an der deutschen (Exil-)Volksfront widersetzte. Im Februar 1937 aus der SAPD ausgeschlossen, bildeten er und seine Anhänger um die Zeitschrift Neuer Weg eine organisatorisch selbständige Gruppe, die sich dem Londoner Büro (bzw. seinen Nachfolgeorganisationen) anschloss.
1938 gab Ackerknecht die politische Arbeit gänzlich auf und studierte in Paris Ethnologie am Musée de l’Homme, mit Fachdiplom 1939. Vor der deutschen Invasion gelang ihm die Flucht aus Frankreich in die USA. Nachdem er dort zunächst als Packer und Krankenpfleger gearbeitet hatte, wurde er 1941 an das Institute of Medical History, Johns Hopkins University in Baltimore als Assistent seines ebenfalls emigrierten Doktorvaters Henry E. Sigerist berufen. 1945 fand er eine Anstellung beim American Museum of Natural History in New York. Nach zwei Jahren bekam er eine Professur der Geschichte der Medizin an der University of Wisconsin in Madison. Hier entstanden zwei seiner bedeutendsten Werke, die Biografie Rudolf Virchow: Doctor, Statesman and Anthropologist (1953) und die Short History of Medicine (1955).
Bis 1957 lehrte er an der University of Wisconsin, danach wirkte er, als Nachfolger des verstorbenen Bernhard Milt, bis zu seiner Emeritierung 1971 an der Universität Zürich als ordentlicher Professor und Direktor des Medizinhistorischen Instituts und Museums. Nachfolger auf dem Lehrstuhl in Zürich wurde Huldrych M. Koelbing.
1964 löste er mit seinem, von weiteren jüngeren Fachkollegen mitgetragenen, Einwand gegen die von Gernot Rath (auf Anraten von Edith Heischkel-Artelt, Walter Artelt und Paul Diepgen) unterstützte Umhabilitation von Alexander Berg (ein ehemaliger SS-Offizier) an die Universität Göttingen im Jahr 1963 eine Affäre unter den deutschen Wissenschaftshistorikern aus, die schließlich nach einem Eklat auf der Jahrestagung der Deutschen Gesellschaft für die Geschichte der Medizin, Naturwissenschaft und Technik in Würzburg zur Spaltung dieser Fachgesellschaft führte.

## Leistungen
Unter Ackerknechts Leitung gewann das Zürcher Institut durch eine rege Publikationstätigkeit Weltruf. Ackerknecht erfasste als produktiver Forscher sowie humorvoller und geistreicher Lehrer Krankheiten, Medizin und Mediziner in Abhängigkeit von sozialen, kulturellen, ethnologischen oder politischen Faktoren. Unter seiner Ägide habilitierten sich 1968 Hans H. Walser und 1972 Esther Fischer-Homberger für das Gebiet der Geschichte der Medizin. Zudem gestaltete und ergänzte Ackerknecht eine vorhandene Sammlung medizinhistorischer Objekte nach didaktischen Gesichtspunkten und baute sie zum Medizinhistorischen Museum aus, wodurch er sie der Öffentlichkeit dauernd zugänglich machte. Als von ihm verfasste Standardwerke gelten u. a. eine Biographie Rudolf Virchows und die Kurze Geschichte der Medizin. Er begründete die Zürcher medizingeschichtlichen Abhandlungen. Sein wissenschaftliches Werk umfasst 300 Veröffentlichungen; allein in Zürich betreute er 155 Dissertationen, unter anderen die von Charles E. Rosenberg. 

## Auszeichnungen
Als Auszeichnungen erhielt Ackerknecht die William H. Welch-Medaille (1953), den Orden der Palmes académiques der Republik Frankreich (1965), das Große Verdienstkreuz der BRD (1983) sowie den Dr. med. h. c. der Universitäten Bern (1976) und Genf (1978). Er war Mitglied und Ehrenmitglied zahlreicher wissenschaftlicher Gesellschaften.
Gemäß dem Bestattungs- und Friedhofamt der Stadt Zürich wird sein Grab unter den Prominentengräbern (Friedhof Zürich-Manegg) aufgeführt.

## Veröffentlichungen (Auswahl)
- Beiträge zur Geschichte der Medizinalreform von 1848. Leipzig 1931 (Dissertation)
- Oesterreich, eine Lehre für alle. Prag 1934 (unter dem Pseudonym Eugen Bauer)
- Malaria in the Upper Mississippi Valley 1760–1900. Supplements to the Bulletin of the History of Medicine No 4. Johns Hopkins Press, Baltimore 1945.
- Rudolf Virchow: Doctor, Statesman, Anthropologist. Madison 1953.
  - Rudolf Virchow. Arzt, Politiker, Anthropologe. Enke, Stuttgart 1957.
- Virchow in Würzburg. In: Berichte der Physikalisch-Medizinischen Gesellschaft zu Würzburg. Neue Folge. Band 68, 1956/1957, S. 163–165.
- Wendepunkte in der Geschichte der Pharmakotherapie. In: Schweizerische Apotheker-Zeitung. Band 95, 1957, S. 751–757.
- Kurze Geschichte der Psychiatrie. Stuttgart 1957; 2. Auflage 1967, 3. Auflage 1985 (englisch: A short history of psychiatry, übersetzt von Sula Wolff, 1959).
- Kurze Geschichte der Medizin. Stuttgart 1959; 4. Auflage (unter dem Titel Geschichte der Medizin) ebenda 1979 (Enke-Reihe zur AO [Ä]); 7. Auflage 1992 (englisch: A short history of medicine. New York 1955; 3., revidierte Auflage Baltimore/London 1982).
- Geschichte und Geographie der wichtigsten Krankheiten. Stuttgart 1963 (englisch 1965 New York)
- Das Reich des Asklepios. Eine Geschichte der Medizin in Gegenständen. (deutsch, englisch) Bern/Stuttgart 1963, 2. Auflage 1966
- Medicine at the Paris Hospital 1794–1848. Baltimore 1967 (französisch 1986)
- Therapie von den Primitiven bis zum 20. Jahrhundert. Stuttgart 1970 (englisch 1973, Hafner Press New York)
- Medicine and Ethnology: Selected Essays (edited by H. H. Walser and H. M. Koelbing). Bern 1971
- Kurze Geschichte der grossen Schweizer Ärzte. Bern/Stuttgart/Wien 1975 (gemeinsam mit Heinrich Buess)
- als Hrsg.: Jean Etienne Dominique Esquirol, Von den Geisteskrankheiten. Bern/Stuttgart 1968.